# Ben Traoré
Ben Abdoulaye Traoré (1986. április 18. –) mali válogatott labdarúgó.

## Klubcsapatokban
Junior időszakában 2004 folyamán a Burkina Faso-i  AS Maya együttesében szerepelt. 2005 és 2008 között a Burkina Faso-i US Forces játékosa volt. 2005 és 2008 között Magyarországon játszott: a Győri ETO színeiben 12-szer lépett pályára. 2009-ben a líbiai Oly Azzaweya, 2010 és 2011 között a finn Haka, végül 2011 - 2012-ben A szintén finn AC Kajaani következett.

## A válogatottban
Traoré 2001-ben 9 alkalommal játszott Mali U17-es válogatottjában. 2002 és 2003 folyamán az U19 válogatottban szerepelt, 11-szer.
A felnőtt válogatottban 2006 és 2010 között 8-szor lépett pályára.